# Kwilu (Fluss)
Der Kwilu (auf Deutsch auch phonetisch Kuilu oder Kouilou) ist ein Fluss im Kongobecken in der Demokratischen Republik Kongo und in Angola.

## Verlauf
Er fließt wenig südlich von Bandundu in den Kwango, der seinerseits wenige Kilometer nördlich der Stadt in den Kasai mündet. Vorher durchfließt er, aus der angolanischen Provinz Uige kommend, die Provinz Bandundu von Süden nach Norden. Dabei passiert er die Orte Gungu, Kikwit, Bulungu, Bagata.

## Definition
Ob der Kwango in den Kwilu mündet oder umgekehrt ist in unterschiedlichen Quellen verschieden angegeben. Allerdings wird in der Mehrzahl der Quellen der Kwango als Hauptfluss angesehen.

## Geschichte
Das Kwilutal ist die Heimat von König Lukeni lua Nimi (auch Ntinu Nimi ein Lukeni; ca. 1380–1420), dem ersten König des Reiches Kongo. 1963 führte hier Pierre Mulele den Mai-Mai-Aufstand an.